# Índex de progrés real

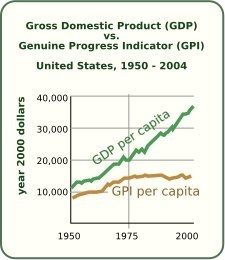
Evolució del PIB i l'IPR per capita als EUA en la 2a meitat del segle XX

L'índex de progrés real (IPR) o índex de progrés genuí (IPG) (en anglès, Genuine Progress Indicator, GPI), és un indicador que mesura el benestar econòmic i el progrés social d'un país, posicionant-se com a principal alternativa al PIB i al PIB per capita.
Bàsicament, el que fa l'IPR és sumar tot allò que contribueix al benestar econòmic i restar-ne aquells factors que hi van en contra, permetent així que ens fem una millor idea de si una economia avança en la direcció correcta. D'aquesta manera, amplia el marc de la comptabilitat tradicional, incloent a l'alça les inversions netes de capital i les inversions en treball amb l'objectiu de reflectir activitats no remunerades pel mercat, com el treball domèstic no remunerat, el voluntariat i la cura de familiars. Comptabilitza a la baixa els costs derivats de la degradació ambiental i la pèrdua de recursos naturals, així com les desigualtats en la renta, el deute exterior i la delinqüència. És, doncs, un índex que té en compte factors ecològics i de desenvolupament sostenible com a necessaris per al benestar social. L'IPR mira de substituir el tant criticat producte interior brut (PIB) com a indicador de progrés econòmic.
En l'economia estatunidenca, hom pot apreciar com, si bé el PIB per capita es duplicà entre 1950 i finals del segle XX –amb una diferència de només 50 anys–, l'IPR mostra unes dades no només diferents, sinó contràries: cresqué durant els anys 60 i 70, reduint-se posteriorment –fins a un 45% des de 1970–. Aquestes dades mostrarien que l'economia real i el benestar s'han estancat, malgrat un augment del PIB per capita.

## Fonaments de l'IPR
L'IPR és semblant a l'Índex de benestar econòmic sostenible (IBES), tot i que inclou més variables. Està compost per més de 20 mesures que no apareixen en el PIB o el PIB per capita i, a més, diferencia el creixement econòmic que afegeix benestar del que no n'afegeix. D'aquesta manera, facilita, tant a ciutadans com a polítics, uns valors més precisos pel que fa a la salut de l'economia i la seva repercussió real en la societat a llarg termini.
El principal propòsit de l'IPR, doncs, és el de substituir el PIB, mirant de corregir les crítiques que aquest últim acostuma a rebre, que parteixen del fet que la producció no sempre equival a creixement econòmic. El PIB, per exemple, a diferència de l'IPR, no té en compte les externalitats negatives, com els costos ecològics de la producció econòmica, i no comptabilitza activitats no remunerades que poden contribuir al benestar, com el voluntariat o el treball domèstic, o altres factors com l'oci o la reducció de la jornada laboral. I en canvi, al contrari que amb l'IPR, el valor del PIB sí que augmenta amb activitats com la delinqüència –que fa augmentar les despeses en policia– o les guerres –que impliquen més despesa en armament–, les quals és evident que no suposen més benestar.

## Dades i metodologia de l'IPR
L'IPR recull les mateixes dades de consum personal que el PIB, en valor monetari, però ajusta alguns factors (com la distribució de la renda), n'afegeix d'altres (com el valor de l'activitat domèstica i el voluntariat) i alguns els elimina (com els costos dels delictes i la contaminació). Aquests són els principals factors tinguts en compte en l'IPR:
- Delictes i divorcis. Costs econòmics de danys, sistema judicial penal i penitenciari; fractura socials, costs legals i mèdics. El PIB compta aquestes despeses i el seu creixement com un afegit al benestar, en l'IPR es resten els costs derivats de delictes i divorcis, entre d'altres.
- Treball domèstic i voluntariat. Gran part del treball més important socialment es realitza en l'àmbit domèstic i comunitari: la cura dels nens, les reparacions de mobiliari domèstic, els treballs voluntaris i d'altres de característiques similars. El PIB ignora aquesta activitats quan no suposen un intercanvi monetari, l'IPR inclou el valor del treball domèstic no remunerat calculant el seu cost com si es contractés algú per realitzar-lo.
- Distribució de la renda. La renda mitjana o renda per capita no recull les diferències entre rics i pobres ni la distribució per capes socials. Un mateix increment de renda beneficia més els sectors desafavorits, pel que l'IPR creix més quan els pobres reben un major percentatge de la renda nacional i cau quan la seva part disminueix.
- Esgotament dels recursos. Quan s'esgota un recurs bàsic en el present, també s'esgota la seva disponibilitat futura, de forma que no s'està creant benestar, sinó que més aviat se n'està prenent a les generacions futures. El PIB compta aquests recursos com un ingrés o creixement, mentre que l'IPR comptabilitza com un cost l'esgotament o degradació de les zones humides, dels camps agrícoles i dels minerals i les energies no renovables.
- Contaminació. Apareix en el PIB com un doble guany –quan es genera i quan s'ha de netejar–; l'IPR resta el cost de la contaminació, en tant que redueix la salut humana i perjudica el medi ambient.
- Danys ambientals de llarg abast. Tant els efectes dels canvi climàtic (desaparició de la capa d'ozó) com la gestió dels residus radioactius suposen costs a llarg termini provocats per l'ús de combustibles fòssils i nuclears. Aquests costs resten valor a l'IPR.
- Treball i temps lliure. Quan en un país s'arriba a un alt nivell d'estat del benestar, això hauria de permetre que es reduís la jornada de treball i la setmana laboral, guanyant així temps lliure per a l'oci, la família i d'altres activitats. El PIB no valora el temps lliure ni la reducció de la jornada de treball, l'IPR, en canvi, tracta el lleure com ho fan la majoria de ciutadans: com quelcom valuós que aporta qualitat de vida i benestar social. Així doncs, quan s'incrementa el temps d'oci amb relació a la jornada laboral, l'IPR augmenta.
- Despeses preventives. El PIB compta com a ingrés les despeses en benestar general com les assegurances, les factures mèdiques, les reparacions després d'accidents automobilístics, les despeses de transport pel trasllat de la llar a la feina i les depeses en dispositius que eviten o fan disminuir la contaminació domèstica (filtres, aïllaments acústics). L'IPR comptabilitza aquestes despeses preventives com a costs i no com a beneficis.
- Vida útil dels bens de consum de llarga durada i de les infraestructures públiques. El PIB equipara el valor que suposen les gran adquisicions de bens de consum (electrodomèstics, automòbils) amb el que costa comprar-lo. D'aquesta manera, amaga la pèrdua de benestar que representen els productes que duren poc, i que en molts casos han estat fabricats amb aquesta finalitat. L'IPR considera la despesa en la compra com un cost i el valor dels serveis durant la seva vida útil (any rere any), com un benefici. Això és aplicable tant als bens privats com a les infraestructures públiques (autopistes, hospitals, escoles).
- Dependència del deute exterior. Quan un país recorre al deute públic i, en concret, al deute exterior, és a dir, quan financia el seu consum amb préstecs de l'exterior, aquest país està vivint per sobre de les seves possibilitats. Per a l'IPR, els augments en les reserves de capital són augments del benestar i els préstecs –això és, el deute– és una disminució d'aquest benestar. A més a més, si els diners d'aquests préstecs s'utilitzen en inversions, els efectes negatius es contrarresten, però si s'utilitzen per finançar el consum, l'IPR disminueix.